# Conchylia pactolaria
Conchylia pactolaria är en fjärilsart som beskrevs av Hans Daniel Johan Wallengren 1872. Conchylia pactolaria ingår i släktet Conchylia och familjen mätare. Inga underarter finns listade i Catalogue of Life.